# Mimosa tenuipendula
Mimosa tenuipendula är en ärtväxtart som beskrevs av Arturo Erhardo Erardo Burkart. Mimosa tenuipendula ingår i släktet mimosor, och familjen ärtväxter. Inga underarter finns listade i Catalogue of Life.